# Syrrhopodon calymperoides
Syrrhopodon calymperoides là một loài rêu trong họ Calymperaceae. Loài này được Cardot & P. de la Varde mô tả khoa học đầu tiên năm 1922.